# Copa Mundial de Clubes de la FIFA 2010
La Copa Mundial de Clubes de la FIFA 2010 fue la séptima edición del torneo de fútbol organizado por la FIFA. El evento se disputó en Emiratos Árabes Unidos con la participación de los campeones de las distintas confederaciones más el campeón local, por ser país organizador. Fue la segunda vez que el torneo se desarrolló en esta sede.
Por primera vez en el Mundial de Clubes de la FIFA, no llegó a la final ningún equipo perteneciente a la Conmebol.
La competencia coronó como campeón del mundo al Inter de Milán, que ganó el torneo por primera vez.

## Sedes
La única ciudad sede es Abu Dabi en el Emirato del mismo nombre:
| Abu Dabi                                            | Abu Dabi                                             |
| --------------------------------------------------- | ---------------------------------------------------- |
| Estadio Mohammed bin Zayed                          | Estadio Sheikh Zayed                                 |
| 24°27′9.95″N 54°23′31.27″E / 24.4527639, 54.3920194 | 24°24′57.92″N 54°27′12.93″E / 24.4160889, 54.4535917 |
| Capacidad: 40.000                                   | Capacidad: 49.500                                    |
|                                                     |                                                      |
| Mohammed Bin Zayed Sheikh Zayed                     |                                                      |

## Árbitros
| CAF - Daniel Bennett Asistentes: - Evarist Menkouande - Redouane Achik AFC - Ben Williams - Yuichi Nishimura Asistentes: - Rodney Allen - Mohammadreza Abolfazli - Toshiyuki Nagi - Toru Sagara UEFA - Björn Kuipers Asistentes: - Berry Simons - Sander van Roekel | Concacaf - Roberto Moreno Asistentes: - Leonel Leal - Daniel Williamson OFC - Michael Hester Asistentes: - Jan Hendrik Hintz - Tevita Makasini Conmebol - Víctor Carrillo Asistentes: - Jonny Bossio - Jorge Yupanqui |

Daniel Bennett

## Clubes clasificados
Los clubes participantes se fueron clasificando a lo largo del año a través de las seis mayores competiciones continentales. En cursiva, los equipos debutantes en la competición sin tener en cuenta su predecesora, la Copa Intercontinental.
| Confederación                            | Equipo                | Vía de clasificación                                     |
| ---------------------------------------- | --------------------- | -------------------------------------------------------- |
| UEFA (Europa)                            | Inter de Milán        | Campeón de la Liga de Campeones de la UEFA (2009/10)     |
| Conmebol (América del Sur)               | Internacional         | Campeón de la Copa Libertadores de América (2010)        |
| Concacaf (Norte, Centroamérica y Caribe) | Pachuca               | Campeón de la Liga de Campeones de la Concacaf (2009/10) |
| AFC (Asia)                               | Seongnam Ilhwa Chunma | Campeón de la Liga de Campeones de la AFC (2010)         |
| CAF (África)                             | Mazembe               | Campeón de la Liga de Campeones de la CAF (2010)         |
| OFC (Oceanía)                            | Hekari United         | Campeón de la Liga de Campeones de la OFC (2009/10)      |
| EAU (Emiratos Árabes Unidos)             | Al-Wahda              | Campeón de la Liga EAU (2009/10)                         |

## Calendario y resultados
- Los horarios corresponden a la hora de Emiratos Árabes Unidos (UTC+4)

### Cuadro de desarrollo
|  | Eliminación preliminar           | Eliminación preliminar          |                                  |         | Cuartos de final                | Cuartos de final                |               |               | Semifinales | Semifinales |  |  | Final                           | Final                           |
|  | 8 de diciembre – Abu Dabi (MBZ)  |                                 |                                  |         |                                 |                                 |               |               |             |             |  |  |                                 |                                 |
|  | Al-Wahda                         | 3                               |                                  |         | 11 de diciembre – Abu Dabi (JZ) | 11 de diciembre – Abu Dabi (JZ) |               |               |             |             |  |  |                                 |                                 |
|  | Al-Wahda                         | 3                               |                                  |         | 11 de diciembre – Abu Dabi (JZ) | 11 de diciembre – Abu Dabi (JZ) |               |               |             |             |  |  |                                 |                                 |
|  | Hekari United                    | 0                               |                                  |         | Al-Wahda                        | 1                               |               |               |             |             |  |  |                                 |                                 |
|  | Hekari United                    | 0                               | 15 de diciembre – Abu Dabi (JZ)  |         | Al-Wahda                        | 1                               |               |               |             |             |  |  |                                 |                                 |
|  |                                  |                                 |                                  |         | Seongnam Ilhwa                  | 4                               |               |               |             |             |  |  |                                 |                                 |
|  | Seongnam Ilhwa                   | 0                               |                                  |         | Seongnam Ilhwa                  | 4                               |               |               |             |             |  |  |                                 |                                 |
|  | Seongnam Ilhwa                   | 0                               |                                  |         |                                 |                                 |               |               |             |             |  |  |                                 |                                 |
|  |                                  |                                 | Inter de Milán                   | 3       |                                 |                                 |               |               |             |             |  |  |                                 |                                 |
|  |                                  |                                 | Inter de Milán                   | 3       |                                 |                                 |               |               |             |             |  |  |                                 |                                 |
|  |                                  |                                 | 18 de diciembre – Abu Dabi (JZ)  |         |                                 |                                 |               |               |             |             |  |  |                                 |                                 |
|  |                                  |                                 |                                  |         |                                 |                                 |               |               |             |             |  |  |                                 |                                 |
|  | Inter de Milán                   | 3                               |                                  |         |                                 |                                 |               |               |             |             |  |  |                                 |                                 |
|  | Inter de Milán                   | 3                               | 10 de diciembre – Abu Dabi (MBZ) |         |                                 |                                 |               |               |             |             |  |  |                                 |                                 |
|  |                                  | Mazembe                         | 0                                |         |                                 |                                 |               |               |             |             |  |  |                                 |                                 |
|  |                                  |                                 | 0                                | Mazembe | 1                               |                                 |               |               |             |             |  |  |                                 |                                 |
|  | 14 de diciembre – Abu Dabi (MBZ) |                                 |                                  | Mazembe | 1                               |                                 |               |               |             |             |  |  |                                 |                                 |
|  |                                  | Pachuca                         | 0                                |         |                                 |                                 |               |               |             |             |  |  |                                 |                                 |
|  | Mazembe                          | Pachuca                         | 0                                | 2       |                                 |                                 |               |               |             |             |  |  |                                 |                                 |
|  | Mazembe                          | Quinto puesto                   | Quinto puesto                    | 2       |                                 |                                 | Tercer puesto | Tercer puesto |             |             |  |  |                                 |                                 |
|  |                                  | Quinto puesto                   | Quinto puesto                    |         | Internacional                   | 0                               | Tercer puesto | Tercer puesto |             |             |  |  |                                 |                                 |
|  | Pachuca (p.)                     | 2 (4)                           | Internacional                    | 4       | Internacional                   | 0                               |               |               |             |             |  |  |                                 |                                 |
|  | Pachuca (p.)                     | 2 (4)                           | Internacional                    | 4       |                                 |                                 |               |               |             |             |  |  |                                 |                                 |
|  | Al-Wahda                         | 2 (2)                           | Seongnam Ilhwa                   | 2       |                                 |                                 |               |               |             |             |  |  |                                 |                                 |
|  | Al-Wahda                         | 2 (2)                           | Seongnam Ilhwa                   | 2       |                                 |                                 |               |               |             |             |  |  |                                 |                                 |
|  | 15 de diciembre – Abu Dabi (JZ)  | 15 de diciembre – Abu Dabi (JZ) |                                  |         |                                 |                                 |               |               |             |             |  |  | 18 de diciembre – Abu Dabi (JZ) | 18 de diciembre – Abu Dabi (JZ) |

### Eliminación preliminar
| 8 de diciembre de 2010, 20:00                                                             | Al-Wahda                          | 3:0 (2:0) | Hekari United | Estadio Mohammed bin Zayed, Abu Dabi                       |                                                            |
|                                                                                           | Hugo 40' · Baiano 44' · Jumaa 71' | Reporte   |               | Asistencia: 23.895 espectadores Árbitro(s): Daniel Bennett | Asistencia: 23.895 espectadores Árbitro(s): Daniel Bennett |
| El gol de Baiano es el número 150 en la historia de la Copa Mundial de Clubes de la FIFA. |                                   |           |               |                                                            |                                                            |

### Cuartos de final
| 10 de diciembre de 2010, 20:00 | Mazembe  | 1:0 (1:0) | Pachuca | Estadio Mohammed bin Zayed, Abu Dabi                         |                                                              |
|                                | Bedi 21' | Reporte   |         | Asistencia: 17.960 espectadores Árbitro(s): Yūichi Nishimura | Asistencia: 17.960 espectadores Árbitro(s): Yūichi Nishimura |

| 11 de diciembre de 2010, 20:00 | Al-Wahda   | 1:4 (1:2) | Seongnam Ilhwa                                            | Estadio Sheikh Zayed, Abu Dabi                              |                                                             |
|                                | Baiano 27' | Reporte   | Molina 4' · Ognenovski 30' · Sung-Kuk 71' · Dong-Geon 81' | Asistencia: 30.625 espectadores Árbitro(s): Víctor Carrillo | Asistencia: 30.625 espectadores Árbitro(s): Víctor Carrillo |

### Quinto lugar
| 15 de diciembre de 2010, 18:00 | Pachuca                          | 2:2 (0:1) (4:2 p.)         | Al-Wahda                     | Estadio Sheikh Zayed, Abu Dabi                             |                                                            |
|                                | Cvitanich 82', 89'               | Reporte                    | Matar 44' · Khamees 77'      | Asistencia: 10.908 espectadores Árbitro(s): Daniel Bennett | Asistencia: 10.908 espectadores Árbitro(s): Daniel Bennett |
|                                |                                  | Tiros desde el punto penal |                              |                                                            |                                                            |
|                                | Cvitanich · López · Muñoz · Luna |                            | Hugo · Saeed · Jumaa · Diara |                                                            |                                                            |

### Semifinales
| 14 de diciembre de 2010, 20:00                                                                                        | Mazembe                      | 2:0 (0:0) | Internacional | Estadio Mohammed bin Zayed, Abu Dabi                      |                                                           |
| | Kabangu 53' · Kaluyituka 85' | Reporte   |               | Asistencia: 22.131 espectadores Árbitro(s): Björn Kuipers | Asistencia: 22.131 espectadores Árbitro(s): Björn Kuipers |
| El Mazembe se convirtió en el primer club de la CAF en clasificar a la final de la Copa Mundial de Clubes de la FIFA. |                              |           |               |                                                           |                                                           |

| 15 de diciembre de 2010, 21:00 | Seongnam Ilhwa | 0:3 (0:2) | Inter de Milán                          | Estadio Sheikh Zayed, Abu Dabi                             |                                                            |
|                                |                | Reporte   | Stanković 3' · Zanetti 32' · Milito 73' | Asistencia: 35.995 espectadores Árbitro(s): Roberto Moreno | Asistencia: 35.995 espectadores Árbitro(s): Roberto Moreno |

### Tercer lugar
| 18 de diciembre de 2010, 18:00 | Internacional                                      | 4:2 (2:0) | Seongnam Ilhwa    | Estadio Sheikh Zayed, Abu Dabi                             |                                                            |
|                                | Tinga 15' · Alecsandro 27', 71' · D'Alessandro 52' | Reporte   | Molina 84', 90+3' | Asistencia: 16.563 espectadores Árbitro(s): Michael Hester | Asistencia: 16.563 espectadores Árbitro(s): Michael Hester |

### Final
| 1          | POR        | Muteba Kidiaba    |     |
| 24         | DEF        | Narcisse Ekanga   |     |
| 4          | DEF        | Miala Nkulukuta   |     |
| 3          | DEF        | Kiritsho Kasusula |     |
| 2          | DEF        | Joël Kimwaki      |     |
| 20         | MED        | Pamphile Mihayo   |     |
| 13         | MED        | Bedi Mbenza       |     |
| 10         | MED        | Given Singuluma   |     |
| 11         | MED        | Milota Kabangu    |     |
| 27         | DEL        | Ngandu Kasongo    | 46' |
| 15         | DEL        | Dioko Kaluyituka  | 89' |
| Entrenador | Entrenador | Lamine N'Diaye    |     |

| 1          | POR        | Julio César         |     |
| 13         | DEF        | Maicon              |     |
| 6          | DEF        | Lúcio               |     |
| 2          | DEF        | Iván Ramiro Córdoba |     |
| 26         | DEF        | Cristian Chivu      | 53' |
| 4          | MED        | Javier Zanetti      |     |
| 19         | MED        | Esteban Cambiasso   |     |
| 8          | MED        | Thiago Motta        | 87' |
| 27         | DEL        | Goran Pandev        |     |
| 22         | DEL        | Diego Milito        | 70' |
| 9          | DEL        | Samuel Eto'o        |     |
| Entrenador | Entrenador | Rafael Benítez      |     |

| 5 | DEL | Déo Kanda A Mukok | 46' |
| 8 | DEL | Ndonga Mianga     | 89' |

| 5  | MED | Dejan Stanković   | 53' |
| 88 | DEL | Jonathan Biabiany | 70' |
| 17 | MED | McDonald Mariga   | 87' |

|  |
|  |
|  |

| Anotado | 13' | Goran Pandev      | 0-1 |
| Anotado | 17' | Samuel Eto'o      | 0-2 |
| Anotado | 85' | Jonathan Biabiany | 0-3 |

| Amonestado | 12' | Dioko Kaluyituka |
| Amonestado | 33' | Narcisse Ekanga  |
| Amonestado | 43' | Mbenza Bedi      |
| Amonestado | 84' | Jean Kasusula    |

| Amonestado | 79' | Thiago Motta |

| Árbitro:                                                    | Yuichi Nishimura |
| Árbitro asistente:                                          | Torú Sagara      |
| Árbitro asistente:                                          | Toshiyuki Nagi   |
| Cuarto árbitro                                              | Víctor Carrillo  |
| Reporte Archivado el 15 de mayo de 2011 en Wayback Machine. |                  |

| 1          | POR        | Muteba Kidiaba    |     |
| 24         | DEF        | Narcisse Ekanga   |     |
| 4          | DEF        | Miala Nkulukuta   |     |
| 3          | DEF        | Kiritsho Kasusula |     |
| 2          | DEF        | Joël Kimwaki      |     |
| 20         | MED        | Pamphile Mihayo   |     |
| 13         | MED        | Bedi Mbenza       |     |
| 10         | MED        | Given Singuluma   |     |
| 11         | MED        | Milota Kabangu    |     |
| 27         | DEL        | Ngandu Kasongo    | 46' |
| 15         | DEL        | Dioko Kaluyituka  | 89' |
| Entrenador | Entrenador | Lamine N'Diaye    |     |

| 1          | POR        | Julio César         |     |
| 13         | DEF        | Maicon              |     |
| 6          | DEF        | Lúcio               |     |
| 2          | DEF        | Iván Ramiro Córdoba |     |
| 26         | DEF        | Cristian Chivu      | 53' |
| 4          | MED        | Javier Zanetti      |     |
| 19         | MED        | Esteban Cambiasso   |     |
| 8          | MED        | Thiago Motta        | 87' |
| 27         | DEL        | Goran Pandev        |     |
| 22         | DEL        | Diego Milito        | 70' |
| 9          | DEL        | Samuel Eto'o        |     |
| Entrenador | Entrenador | Rafael Benítez      |     |

| 5 | DEL | Déo Kanda A Mukok | 46' |
| 8 | DEL | Ndonga Mianga     | 89' |

| 5  | MED | Dejan Stanković   | 53' |
| 88 | DEL | Jonathan Biabiany | 70' |
| 17 | MED | McDonald Mariga   | 87' |

|  |
|  |
|  |

| Anotado | 13' | Goran Pandev      | 0-1 |
| Anotado | 17' | Samuel Eto'o      | 0-2 |
| Anotado | 85' | Jonathan Biabiany | 0-3 |

| Amonestado | 12' | Dioko Kaluyituka |
| Amonestado | 33' | Narcisse Ekanga  |
| Amonestado | 43' | Mbenza Bedi      |
| Amonestado | 84' | Jean Kasusula    |

| Amonestado | 79' | Thiago Motta |

| Árbitro:                                                    | Yuichi Nishimura |
| Árbitro asistente:                                          | Torú Sagara      |
| Árbitro asistente:                                          | Toshiyuki Nagi   |
| Cuarto árbitro                                              | Víctor Carrillo  |
| Reporte Archivado el 15 de mayo de 2011 en Wayback Machine. |                  |

|                                                                       |
| Bandera de Italia                                                     |
| Campeón Internazionale                                                |
| 1.er título 3.er título mundial considerando la Copa Intercontinental |

## Estadísticas

### Goleadores
Para la designación del ganador de la Bota de oro, se toman en cuenta en primera instancia los goles a favor (GF), en caso de proseguir el empate la cantidad de asistencias (AST) y finalmente la menor cantidad de minutos jugados (MIN).
| Nacionalidad                    | Jugador             | Goles | AST | MIN  | Equipo         |
| ------------------------------- | ------------------- | ----- | --- | ---- | -------------- |
| Colombia                        | Mauricio Molina     | 3     | 2   | 264' | Seongnam Ilhwa |
| Brasil                          | Alecsandro          | 2     | 1   | 153' | Internacional  |
| Argentina                       | Darío Cvitanich     | 2     | 0   | 133' | Pachuca        |
| Brasil                          | Fernando Baiano     | 2     | 0   | 162' | Al Wahda       |
| Argentina                       | Diego Milito        | 1     | 2   | 147' | Inter          |
| Corea del Sur                   | Cho Dong-keon       | 1     | 2   | 270' | Seongnam Ilhwa |
| Serbia                          | Dejan Stanković     | 1     | 1   | 126' | Inter          |
| Argentina                       | Andrés D'Alessandro | 1     | 1   | 180' | Internacional  |
| Macedonia del Norte             | Goran Pandev        | 1     | 1   | 180' | Inter          |
| Camerún                         | Samuel Eto'o        | 1     | 1   | 180' | Inter          |
| República Democrática del Congo | Mulota Kabangu      | 1     | 1   | 260' | Mazembe        |
| Brasil                          | Hugo                | 1     | 1   | 300' | Al Wahda       |
| Emiratos Árabes Unidos          | Mahmoud Khamees     | 1     | 1   | 300' | Al Wahda       |
| Francia                         | Jonathan Biabiany   | 1     | 0   | 20'  | Inter          |
| Emiratos Árabes Unidos          | Abdulrahim Jumaa    | 1     | 0   | 147' | Al Wahda       |
| Brasil                          | Tinga               | 1     | 0   | 153' | Internacional  |
| Argentina                       | Javier Zanetti      | 1     | 0   | 180' | Inter          |
| Australia                       | Saša Ognenovski     | 1     | 0   | 180' | Seongnam Ilhwa |
| Corea del Sur                   | Choi Sung-kuk       | 1     | 0   | 247' | Seongnam Ilhwa |
| Emiratos Árabes Unidos          | Ismail Matar        | 1     | 0   | 248' | Al Wahda       |
| República Democrática del Congo | Dioko Kaluyituka    | 1     | 0   | 269' | Mazembe        |
| República Democrática del Congo | Bedi Mbenza         | 1     | 0   | 270' | Mazembe        |

### Balón de oro
| Jugador             | Equipo        | Nacionalidad                    |
| ------------------- | ------------- | ------------------------------- |
| Samuel Eto'o        | Inter         | Camerún                         |
| Dioko Kaluyituka    | Mazembe       | República Democrática del Congo |
| Andrés D'Alessandro | Internacional | Argentina                       |

### Clasificación final
| Equipo | Equipo         | PJ | PTS | PG | PE | PP | GF | GC | DIF |
| ------ | -------------- | -- | --- | -- | -- | -- | -- | -- | --- |
| 1      | Inter de Milán | 2  | 6   | 2  | 0  | 0  | 6  | 0  | 6   |
| 2      | Mazembe        | 3  | 6   | 2  | 0  | 1  | 3  | 3  | 0   |
| 3      | Internacional  | 2  | 3   | 1  | 0  | 1  | 4  | 4  | 0   |
| 4      | Seongnam Ilhwa | 3  | 3   | 1  | 0  | 2  | 6  | 8  | -2  |
| 5      | Pachuca        | 2  | 1   | 0  | 1  | 1  | 2  | 3  | -1  |
| 6      | Al-Wahda       | 3  | 4   | 1  | 1  | 1  | 6  | 6  | 0   |
| 7      | Hekari United  | 1  | 0   | 0  | 0  | 1  | 0  | 3  | -3  |